# 伊佐須美神社
37°27′24″N 139°50′26″E / 37.4567°N 139.8406°E
伊佐須美神社（日语：／ Isasumi-jinja */?）是日本福島縣大沼郡會津美里町宮林甲的神社，社格是名神大社、陸奧國二宮（岩代國一宮）、國幣中社和別表神社，祭神是伊弉諾尊、伊弉冉尊、大毘古命和建沼河別命，別當寺是清龍寺，本地佛是文殊菩薩。
氏子方面，根據《日本社寺大觀》記載是1247戶，《神社名鑑》稱是2100戶，崇敬者有5400戶，《全國神社名鑒》稱是4000戶，崇敬者有15000人，《式內社調查報告》也稱是4000戶，氏子地區以會津高田町為中心，《會津高田町誌》引述在1873年7月2日提交至若松縣庶務課的氏子調查書，指氏子達4485戶，氏子地區遍及高田、米澤、阿久津、沖中田、根岸、雀林、檜目、新屋敷、新屋敷新田、立行事、境野北、境野南、境野新田、逆瀨川、安田、佐布川、寺崎、輕井澤、竹原、上中川、富岡、屋敷和西勝。
文化財方面，「朱漆金銅裝神輿」是重要文化財，「會津的御田植祭」是重要無形民俗文化財，「木造狛犬」和「伊佐須美神社的多花紫藤」是福島縣指定文化財，「薄墨櫻」、「伊佐須美神社社叢」和「神代櫻」是福島縣綠之文化財，前兩者同時也是會津美里町指定文化財，「黃金扉」、「古代扉」、「鐵華表」、「日本紀竟宴和歌」、「太太神樂」、「佐布川的早乙女踊」和「伊佐須美神社奧宮之地」是會津美里町指定文化財。

## 位置與名稱

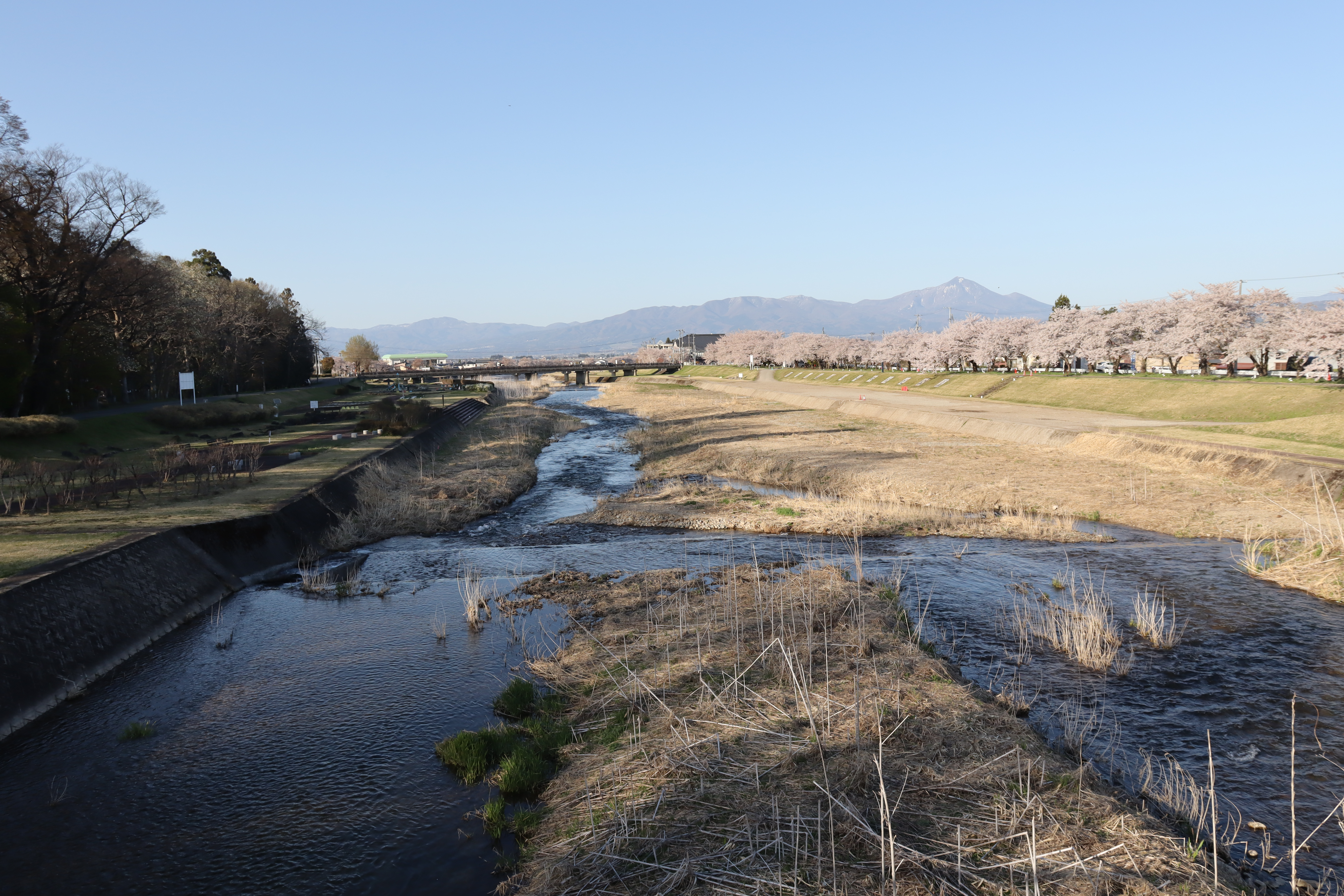
宮川

神社位於高田市區的東南部的宮川流域，距離會津高田站約1.5公里。行政區劃方面，神社原屬陸奧國會津郡屋代鄉，後為大沼郡高田村、高田町和會津高田町。不過，根據社傳記載，大毘古命和其子建沼河別命在崇神天皇10年作為四道將軍分別進軍至北陸道和東海道，最終兩人相遇之處得名為會津，並且供奉伊弉諾尊和伊弉冉尊至奧越邊境的天津嶽而創建神社。其後，神社先後轉移至博士山和波佐間山後，在欽明天皇13年遷移至現在位於境內稱為高天原的高田南原，欽明天皇21年遷至東原現址，一旁的御先手川也從此改名為宮川。名稱方面，根據志賀剛的說法源於神田的水，伊是接頭辭，佐須美則源於清水（シミツ）的音變。戶內康雄在《河沼神社誌》中則同樣指伊是接頭辭，佐為早苗，須美則有淨化心身來侍奉神明的意思（斎く）。

## 歷史

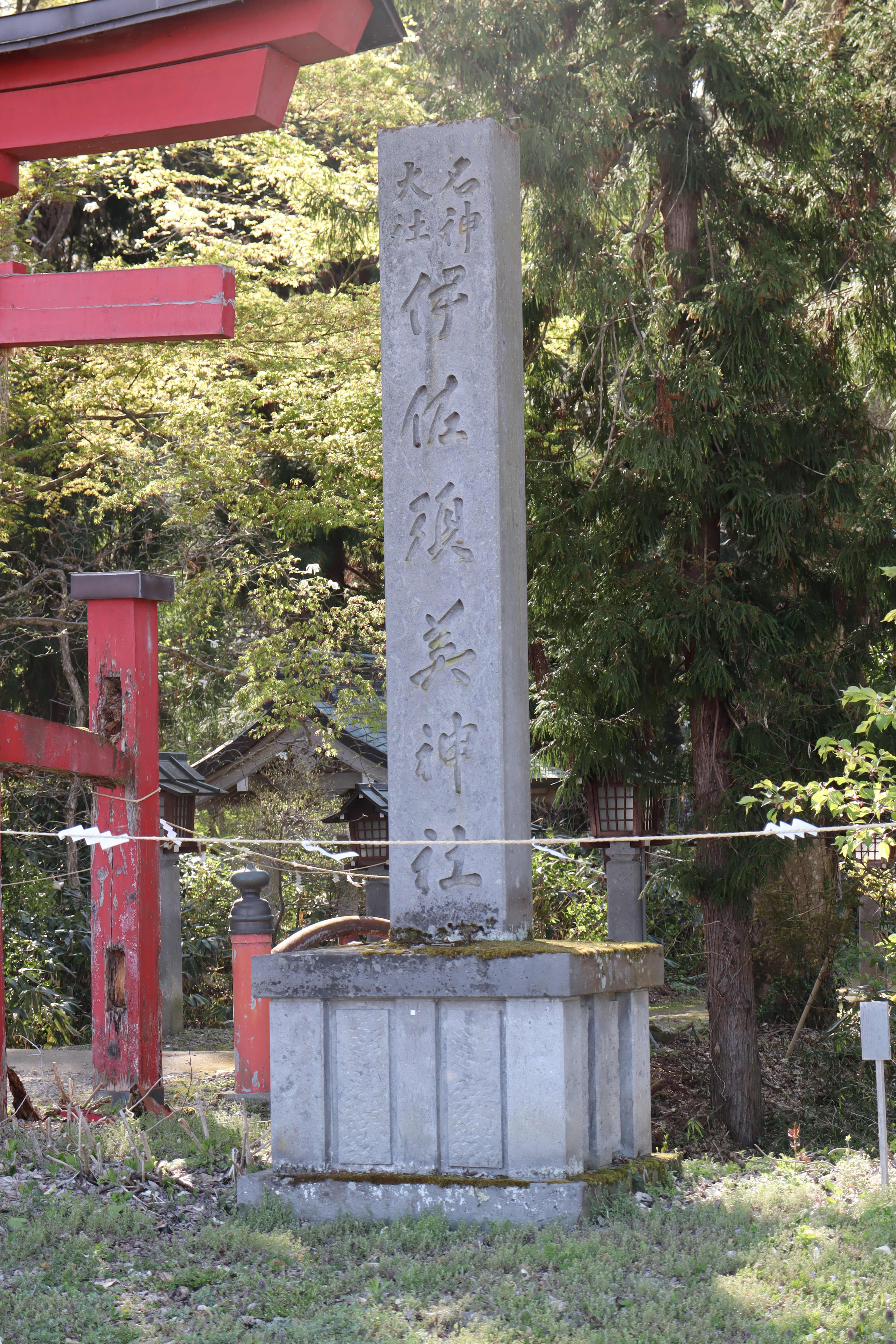
刻有名神大社的社號標

欽明天皇21年3月25日，根據《會津溫故拾要抄》記載，神社舉行遷宮儀式。承和10年9月5日（843年10月1日），根據《續日本後紀》記載，神社從無位敘為從五位下，《貞觀格式》則記載的神階為正一位。在《延喜式神名帳》中，神社是名神大社，也是陸奧國會津郡的兩座式內社之一。康和5年6月10日（1103年7月15日），根據《朝野群載》的神祇官奏文記載，神社是陸奧國具代表性的神社之一。然而，磐椅神社早在齊衡2年正月28日（855年2月19日）便獲賜從四位下的神階，社格在當時比伊佐須美神社要高，及至《延喜式神名帳》則為式內小社，社格要低於伊佐須美神社。
關於兩社地位倒轉的理由，推測是由於磐椅神社以國津神為祭神，伊佐須美神社基於日本律令制勸請天津神所致。神社作為二宮的記述則見於一面神鏡的背面銘文，刻有「奧州二之宮正一位伊佐須美大明神大同四年（809年）巳丑大旦那義清」。不過，此鏡與《貞觀格式》中記載的正一位神階的宣旨均毀於文龜3年（1503年）4月的火災。
在中世時，神社獲蘆名氏寄進300貫文作為社領。文龜3年的火災後，神社雖然獲領主蘆名盛高重建，但是在天文9年8月11日（1540年9月11日）遭到暴風雨吹襲而倒塌。天文20年12月14日（1552年1月9日），神社獲領主蘆名盛舜重建，並且獲後奈良天皇下賜「奧州二之宮正一位伊佐須美大明神」的匾額。文祿元年（1593年），神社獲豐臣秀吉寄進7反（約6942.15平方米）作為社領。
寬文7年（1667年）5月，神社獲保科正之寄進30石。延寶2年（1674年），神社獲保科正經興建社殿。天明3年3月20日（1783年4月21日），神社再次毀於火災，匾額在內的各種文獻紀錄也付之一炬。寬政4年（1792年），本殿和幣殿獲會津藩藩主松平容頌重建。寬政11年2月6日（1799年3月11日），神社獲宣下大神宮的稱號，翌年又獲容頌寄進高田村內30石。文化9年正月3日（1812年2月15日），供御所失火造成社殿被毀。文政3年8月，社殿獲松平容眾重建，並且新建神樂殿，同年8月9日（9月14日）又獲其寄進太刀。
- 刻有國幣中社的社號標
- 高松宮宣仁親王親手種植的赤松

1873年6月13日，神社獲列為國幣中社。1889年2月11日，《大日本帝國憲法》以及《皇室典範》開始生效，神社獲派敕使前來報告此事。1896年9月15日，回廊焚毀，翌年8月13日其他社殿也失火。1898年12月18日，社務所南門也毀於火災。1900年8月13日，神社再次毀於火災。其後在1905年8月完成重建，並且在同年9月17日舉行遷宮。
其後，神社在1904年2月19日的日俄戰爭宣戰奉告祭、1905年12月5日日俄戰爭和平克復祭、1914年8月29日日德戰爭宣戰奉告祭以及1920年7月24日日德戰爭和平克復奉告祭也獲敕使來訪，大正天皇和昭和天皇的大嘗祭也同樣。1922年8月12日，神社獲高松宮宣仁親王前來參拜，並且親手種植赤松。1933年4月至1936年，南神門、回廊、社務所、東門、西門和石牆等進行大規模工程。1936年6月30日，神社獲李垠前來參拜。
2008年10月3日，神社的授與所失火，原本佔地31平方米的授與所化為灰燼。同年10月29日，本殿與神樂殿之間的走廊失火，造成本殿、神樂殿和神饌所在內總共545平方米的地方悉數焚毀。其後，宮司轡田勝暎曾經提出將神社重建為「高聳入雲的神殿」（天空にそびえ立つ神殿）。不過，由於此計劃造價高昂，加上宮司本人在2015年11月死去，最終接任的沼澤文彥在與神社本廳商討後於2016年6月正式宣佈撤回此計劃。

## 社家
- 清龍寺
- 松平健雄

神社自古的社家有能本王、赤吉宿禰和黑田宿禰三家，其中黑田宿禰相傳是建渟川別命之弟，也有說法認為《續日本紀》記載到的「安倍會津臣庭融」等人是其後裔。此外，根據《新編會津風土記》記載，內舍人從六位下渡邊綱的八世孫是鳥羽院的北面武士渡邊光房，其次子大和惟治來到會津，惟治之孫渡邊賴綱在建曆年間（1211年至1213年）開始擔任神社的禰宜。其後，賴綱的六世孫渡邊長出任神職，其八世孫渡邊則綱擔任神職中的長官。在《新編會津風土記》時的長官是渡邊惟一，為則綱的九世孫。長官以前的地位低於神主、宮司和檢校，神職則有32人，《新編會津風土記》時除了長官則僅有13名神職。
社家原本居於遠離神社的下町，不過在寬文8年（1668年）2月，12名社家以不便前往神社服務為由讓藩主保科正之將他們遷移至神社附近，形成現在的社家町。神社附近也相傳建有神宮寺，設有社僧，不過後來轉移至大石村，推測舊址在別當清龍寺以東。清龍寺本身則建於曆應2年（1339年，延元4年），開基是圓濟，為天台宗寺院，山號是護國山，又有伊佐須美神社的奧之院的稱號。
| 宮司名稱   | 任期                 | 宮司名稱   | 任期                 |
| ---------- | -------------------- | ---------- | -------------------- |
| 本田潤     | 1873年6月至1874年2月 | 安濃恒生   | 1874年2月至1875年8月 |
| 武井庸     | 1875年8月至1897年8月 | 磐瀨弘治   | 1897年8月至1899年2月 |
| 木下美重   | 1899年2月至1890年9月 | 松平健雄   | 1890年9月至1916年8月 |
| 神尾清澄   | 1916年8月至1918年7月 | 本多清之助 | 1918年7月至1921年3月 |
| 寺田密次郎 | 1921年3月至1930年3月 | 渡部慶次   | 1930年3月至1941年3月 |
| 高松忠清   | 1941年3月至1943年3月 | 鈴木重道   | 1943年3月至1948年9月 |
| 鎌子八郎   | 1948年9月—？         | 轡田勝暎   | 1979年至2015年11月   |

## 境內
- 舊拜殿
- 本殿遺址
- 臨時社殿

根據《神社名鑑》記載，神社境內面積達23543坪（約77828.1平方）左右，《全國神社名鑒》和《式內社調查報告》均稱是20000坪（約66115.7平方）。舊本殿佔地約9.54坪（約31.54平方），為三間社流造建築，以日本扁柏建成，舊幣殿佔地15坪（約49.59平方），為切妻造建築，以日本五針松建成，舊拜殿佔地23.235坪（約76.81平方），為七間社流造建築，以櫸木和松木建成。舊神饌所佔地10坪（約33.06平方），為流造建築，以日本柳杉和松木建成，舊回廊佔地27坪（約89.26平方），以櫸木建成。舊神樂殿佔地6坪（約19.83平方），以日本柳杉和松木建成。寶庫佔地6坪（約19.83平方），為以日本柳杉建成的土藏。除了回廊是鍍鋅板屋頂，其餘均是銅板屋頂。樓門則建於1989年。
- 中間部分的叢林即為社叢
基於日本國土交通省之国土画像情報（彩色航拍）製作
- 冬天時的溪蓀苑
- 染井吉野櫻

神社的社叢是天然林，長有春榆、櫸樹、北枳椇、日本北辛夷、槲櫟、大果山胡椒、無梗接骨木、大葉苦竹、堇葉延胡索和鵝掌草等植物。1982年9月13日，社叢獲登錄為福島縣綠之文化財，1994年4月1日獲指定為町指定文化財。2017年和2018年左右，鷺開始在社叢築巢，其中又以蒼鷺為主，鳥糞造成的土壤變化導致社叢的植物枯死，叫聲也滋擾到附近的居民和信眾。對此，神社打算讓靜岡縣的鷹匠以放鷹來解決問題。另外，神社設有回游式庭园「溪蓀苑」（あやめ苑），園內種有超過200種花菖蒲、溪蓀以及燕子花，品種涵蓋由當地開發的高田錦以及2018年獲友好城市栃木縣那須郡那須町送贈的那須檜扇菖蒲，其中那須檜扇菖蒲是登錄於日本環境省紅色名錄的瀕危物種。此外，園內也種有染井吉野櫻。
- 薄墨櫻
- 松平容保歌碑

境內植物尚有薄墨櫻、飛龍之藤、天海大僧正御手植之檜、緣結紅葉和神代櫻。蒲墨櫻推測樹齡是120年左右，為會津五櫻之一，位於拜殿的西南面，根據社傳記載，在神社從明神岳遷移至此時便已經存在，品種是會津薄墨，並且是一本櫻，僅見於此，在樹下的歌碑則刻有松平容保歌頌薄墨櫻香氣的和歌。每年4月29日舉行花祝祭，當天會搗碎薄墨櫻在內的境內櫻花，然後將其與麻糬混合來製成「花之餅」派發予信眾。1971年4月1日，薄墨櫻獲指定為町指定文化財，1982年9月13日獲登錄為福島縣綠之文化財。
- 飛龍之藤
- 天海大僧正御手植之檜
- 緣結紅葉

飛龍之藤又稱瑞木之藤，推測樹齡達300年，品種是多花紫藤，樹高超過35米，樹圍超過兩米，作為藤樹其纏繞旁邊的小葉青岡而生長，1999年3月30日獲指定為福島縣指定文化財。天海大僧正御手植之檜又稱南光檜，推測樹齡達450年，樹圍約5米，相傳是生於當地的天海在天正6年（1578年）回鄉時為了祈求母親病癒而種的，品種是日本扁柏。緣結紅葉是連理樹，品種是山紅楓，為結緣的神木。神代櫻位於境內的高天原，樹齡推測達300年，品種是江戶彼岸櫻，為自古通知人們播种時期的櫻花。

## 攝末社

### 境內社
- 菅原神社
- 神牛

神社的境內社有菅原神社、白山神社、殺生石稻荷神社、會津大國魂神社、招魂祭場、道主命神社和水神社。菅原神社又稱伊佐須美天神，祭神是菅原道真，相殿神是伊勢神三座、八幡神、稻荷神五座、熊野神、三島神、鹿嶋神、宗像神、山神、聖神、天神、天王、鹽竈神、幸神、石神、荒神二座、一王子、七五三王子、十二神、八乙女神、鬼渡神、叶神、軍神、權現和加武氣神，總共31名。由於和歌又稱為三十一文字，與相殿神的數目相同，因此相傳參拜此神社也有助於學業。境內也設有神牛像，神牛是菅原道真的神使，相傳撫摸神牛三次便會願望成真。
- 白山神社
- 殺生石稻荷神社
- 會津大國魂神社

白山神社的祭神是白山比咩神，合祀有琴平神社和三峯神社，原本位於清龍寺境內，為婚姻的守護神。殺生石稻荷神社的祭神是宇迦御魂之神，相傳玄翁和尚在至德2年（1385年，元中2年）擊碎的殺生石飛散至此，在其作祟下，經常發生由打雷導致的火災，甚至可能造成宮川氾濫。為了平息作祟的殺生石，在會津藩藩士三村八郎的祈願下，稻荷神於天保12年（1841年）鎮座於此，社殿則建於弘化5年（1848年），信仰上則以防火為主，初午時會派發「火伏鹽」。會津大國魂神社的祭神是會津大國魂神，會津大國魂神是會津的國魂，也就是伊佐須美大神，此神社始於1983年，以保祐土木、建築、交通安全、水利、水運、農業和工業為主。
- 招魂祭場
- 道主命神社
- 水神社

招魂祭場內建有忠魂碑和英靈之碑，前者的祭神是在甲午戰爭、日俄戰爭直至九一八事變中96名來自大沼郡或會津高田町的戰死英靈，建於1906年，後者則是在日支事變直至大東亞戰爭中750名來自會津高田町的戰死英靈，建於1975年。道主命神社的祭神是道主命，為保祐交通安全的神明，車輛也可以直接開進神社前接受祓。水神社的祭神是水神，與殺生石稻荷神社同樣是為了平息宮川氾濫而在天保12年鎮座於此。

### 境外社
- 御田神社
- 御正作田

神社的境外社有攝社齋神社、別宮御田神社、末社熊野神社、諏訪神社、御館熊野神社、春日神社、稻荷神社、日枝神社、白山神社、八幡神社、稻荷神社、意加美神社、麓山神社、兼務社國見神社、雷神社、大沼神社、稻荷神社和水神社。齋神社的祭神是倭姬命，位於神社以西約2町（約0.22公里）的高田甲，相傳以前是神社齋女的居住地，附近也有稱為化粧宮的祠，當地相傳原本是齋女出仕神社前打扮的地方。社殿建於1902年，建築材料相傳源於當年被暴風吹倒的天海大僧正御手植之檜。例祭是8月24日和8月25日，天正18年（1590年）以前則在3月25日有渡御儀式，並且需時17天才結束。御田神社的祭神是御田神，位於宮地前，境內設有神田御正作田，伊佐須美神社的御田植祭的部分儀式在此舉行。
兼務社大沼神社的祭神是水波能女命，位於勝原字竹原，氏子地區是竹原，創建自大同元年（806年），境內面積達1061坪（約3507.44平方），相傳附近一帶以前有一個大型的草沼而得名，也是大沼郡郡名的由來。國見神社位於八木澤字的場，由白幡八幡神社、若宮八幡社（東宮）、西宮神社、山王神社、白山神社和三島神社在1923年11月合併而成。1909年，當地氏子開始有意合併當地神社，1918年正式動議，1919年4月14日獲准合併，1920年11月選址於此，同年12月12日命名為國見神社。1923年，社殿完工，同年11月遷宮。
| 名稱         | 祭神                       | 所在地           | 氏子地區 | 名稱       | 祭神                                           | 所在地           | 氏子地區          |
| ------------ | -------------------------- | ---------------- | -------- | ---------- | ---------------------------------------------- | ---------------- | ----------------- |
| 熊野神社     | 伊弉冊尊 速玉男命 事解男命 | 宮腰乙           | 安田     | 諏訪神社   | 建御名方命                                     | 宮腰甲           | 佐布川            |
| 御館熊野神社 | —                          | 境野字後田       | 境野     | 春日神社   | —                                              | 鶴野邊字杉之寄乙 | 沖中田            |
| 稻荷神社     | —                          | 鶴野邊字廣町丙   | 阿久津   | 日枝神社   | —                                              | 新屋敷字山王塚甲 | 新屋敷 新屋敷新田 |
| 白山神社     | —                          | 佐賀瀨川字堂山   | 佐賀瀨川 | 八幡神社   | —                                              | 佐賀瀨川字宮川   | 佐賀瀨川          |
| 稻荷神社     | 倉稻魂命                   | 寺崎字宮之前     | 寺崎     | 意加美神社 | 五意加美神                                     | 雀林字前坂道     | 雀林              |
| 麓山神社     | 羽山津見命                 | 雀林字科仕澤道北 | 雀林     | 國見神社   | 譽田別命 事代主命 大山咋命 氣久利姬命 日本武命 | 八木澤字的場     | 八木澤            |
| 雷神社       | 大雷命                     | 館越甲           | 高田6區  | 大沼神社   | 水波能女命                                     | 勝原字竹原       | 竹原              |
| 稻荷神社     | —                          | 新町             | 新町     | 水神社     | 罔象女神                                       | 高田甲           | 高田12區          |

## 祭事
| 御日供祭（每日） 月首祭（每月1日） 月次祭（每月15日） | |      | |      | |
| 攝末社月首祭和月次祭（與例祭日重複的話則不舉行） 殺生石稻荷神社（水神社）和道主命神社（每月1日） 御田神社（每月10日） 會津大國魂神社（金精社和東稻荷神社）、招魂祭場（水神社和鷺魂碑）和白山神社（每月15日） 齋神社和菅原神社（每月25日） | |      | |      | |
| 1月 | 八方除始祭（1月1日） 殺生石稻荷神社新年祭（1月1日） 歲旦祭（攝末社遙拜式，1月1日） 新年祭（1月2日至1月7日） 元始祭（1月3日） 昭和天皇遙拜式（1月7日） 御燈明行事和歲之神（1月15日） 初天神祭（1月25日） | 2月  | 節分祭（2月3日） 疫神齋（2月8日） 紀元祭（橿原神宮遙拜式，2月11日） 天長祭（2月23日） 本天神祭（2月25日） 初午祭（2月初午）                                    | 3月  | 疫神齋（3月3日） 揭額紀念日（3月15日） 春分祭（皇靈殿遙拜式，春分）                                                                                    |
| 4月 | 神武天皇遙拜式（4月3日） 鎮火祭（4月15日） 春之大祭（昭和祭、太太神樂和花祝祭，4月29日） | 5月  | 會津大國魂神社例祭（5月15日） 砂山祭（舊曆5月5日） | 6月  | 明神岳登拜（6月第一個星期日） 菖蒲祭（6月15日至7月5日） 夏越大祓式（6月30日）                                                                          |
| 7月 | 御田植祭（7月11日至7月13日） | 8月  | 伊佐須美之杜 七夕祈願祭（8月7日） 齋神社例祭（8月24日和8月25日）                                                                                               | 9月  | 注連下神事（9月1日） 獻燈祭（9月1日） 獻酒講祭（9月2日） 例大祭（9月14日至9月16日） 慰靈大祭（9月16日） 寄宮祭（9月29日） 秋分祭（皇靈殿遙拜式，秋分） |
| 10月 | 拔穗祭（10月9日） 神嘗奉祝祭（神嘗祭遙拜式，10月17日） 磐梯神祭（10月31日） | 11月 | 磐梯神祭（11月1日） 注連上神事（11月1日） 正月神頒佈始祭（11月1日） 明治祭（11月3日） 白山神社例祭（11月15日） 新嘗祭（11月23日） 御田神社例祭（舊曆11月10日） | 12月 | 御煤拂式（12月13日） 終天神祭（12月25日） 年越大祓式（12月31日） 除夜祭（12月31日） 冬至祭（冬至）                                                     |

神社的御田植祭作為午田與伊勢神宮的朝田以及熱田神宮的夕田並稱為日本三田植，推測起源自平安時代後期，直至1873年為止是臨時祭，1874年開始定期舉行，為期三天。第一天的下午5點舉行御田植祭大祓和宵宮祭，參加者會接受祓，並且向神明報告舉行御田植祭。5點半舉行太鼓台宮登和「太鼓台囃子和穿茅圈」，由町內上若、第一仲若和北若的青年分別引領太鼓台前來神社，並且奏起各自的囃子回到各町。
第二天的上午9點半舉行神幸祭，9點50分把分別稱為親獅子、白獅子、葦毛駒、赤馬、鹿、白馬、先牛和後牛的八個獅頭給予帶頭的中小學生，然後舉行名為獅子追童子的儀式，一行人在圍繞神社轉三圈後於10點10分出發前往御田神社，這項儀式蘊含有趕走在田地搗亂的動物的意思。10點半，在神社舉行佐布川早乙女踊，此項儀式僅由佐布川農家的長子承傳，當天他們會扮演早乙女來獻舞，1967年3月29日獲指定為町文化財。獅子追一行人在11點抵達御田神社後，會故意弄亂該處的御正作田，然後在11點40分折返，並且下午12點15分抵達神社。
12點半舉行發輿祭，其後神輿渡御的一行人會在1點半出發，途中不但會奏起催馬樂，也會停留於舊高田公民館，並且舉行御旅所祭，兩點半抵達御田神社。3點舉行神田祭、田植式和佐布川早乙女踊，由早乙女在御正作田插秧，結束後折返神社。4點返抵神社後舉行還御祭而告終。第三天的上午5點舉行早苗直祭，在御田神社報告御田植祭順利結束，並且在御正作田重新插秧。上午10點在神社舉行早苗振祭，早苗振祭又稱馬鍬洗祭，為氏子表達對插秧順利結束的謝意以及報告的祭事。

## 註解
1. ↑  現行對應地名如下[7]：
  - 高田現為會津美里町高田（日语：高田町 (福島県)）。
  - 米澤和根岸現為會津美里町米田（日语：鶴野辺村）。
  - 阿久津、沖中田、檜目、境野北、境野南和境野新田現為會津美里町鶴野邊（日语：鶴野辺村）。
  - 雀林現為會津美里町雀林（日语：赤沢村 (福島県)）。
  - 新屋敷和新屋敷新田現為會津美里町新屋敷（日语：新田村 (福島県)）。
  - 立行事現為會津美里町立石田（日语：新田村 (福島県)）。
  - 逆瀨川現為會津美里町佐賀瀨川（日语：鶴野辺村）。
  - 安田和佐布川現為會津美里町高田（日语：田川村 (福島県)）。
  - 寺崎現為會津美里町寺崎（日语：赤沢村 (福島県)）。
  - 輕井澤現為會津美里町上平（日语：東川村 (福島県)）和柳津町輕井澤（日语：東川村 (福島県)）。
  - 竹原和西勝現為會津美里町勝原（日语：藤川村 (福島県)）。
  - 上中川和富岡現為會津美里町富川（日语：藤川村 (福島県)）。
  - 屋敷現為會津美里町杉屋（日语：永井野村）。
2. ↑  大石村現為會津美里町大石（日语：川路村 (福島県)）[7]。
3. ↑  松平健雄是會津藩藩主松平容保之子，由於長年作為宮司為神社盡心盡力，因此有志者在1953年於高天原樹立其胸像以表揚其功績[6]。

## 外部連結
- . 伊佐須美神社.   [2023-10-18]. （原始内容存档于2023-07-02） （日语）.
- . 伊佐須美神社.   [2023-10-19]. （原始内容存档于2021-08-04） （日语）.
- 的Instagram帳戶（日語）
- 的X（前Twitter）（日語）
- . YouTube.   [2023-10-19] （日语）.
- . 福島縣觀光物產協會.   [2023-10-18]. （原始内容存档于2023-02-02） （日语）.
- . 會津美里町觀光協會.   [2023-10-18]. （原始内容存档于2023-03-24） （日语）.